# Классический арабский язык
Класси́ческий ара́бский язык (араб. اَللُّغَةُ ٱلْعَرَبِيَّةُ ٱلْفُصْحَى‎, ал-луга ал-’арабийа ал-фусха) — форма арабского языка, на которой были написаны поэтические произведения доисламской эпохи и первых веков распространения ислама, язык Корана. Классическому арабскому языку предшествовал доклассический арабский язык (протоарабский, древнеарабский), а на смену ему пришёл современный арабский язык.

## История
Удивительно систематизированный и последовательный к тому времени арабский язык, с почти что математически точной морфологией и грамматикой, а также богатой лексикой и семантикой, был стандартизирован и кодифицирован в Коране. Вторым основным источником литературного языка в раннеисламский период была доисламская поэзия арабов.
До возникновения ислама бедуины хоть и считали себя членами одного языкового сообщества, их язык не имел единой лингвистической нормы. Даже в языке поэзии, считавшемся надплеменным, имелось множество вариантов. После мусульманских завоеваний арабский язык, ставший языком новой империи, остро нуждался в стандартизации. Этому имелось несколько причин. Во-первых, различия между вариантами разговорного арабского языка представляли реальную угрозу сообщению внутри империи. Во-вторых, центральное правительство в Дамаске, а затем в Багдаде желало установить контроль не только над экономикой и религией, но и над языком. В-третьих, вслед за завоеваниями быстро расширился словарный запас языка, который нуждался в регулировании для сохранения единообразия.
Важнейшей предпосылкой для письменной стандартизации языка является изобретение правописания или, как в случае с арабским языком, приспособление уже существующих письменных практик к новым обстоятельствам. Затем следовала разработка стандартизированной языковой нормы, опись и расширение словарного запаса. После этого развивается стилистический стандарт. Существующий бедуинский образец послужил для развития поэтической стилистики, однако именно появление стиля арабской прозы ознаменовало реальное начало классического арабского языка.
Стандартизированный арабскими филологами в VIII—IX веках и с тех же пор переставший употребляться в устной речи, классический арабский язык до сегодняшнего дня претерпел лишь незначительные изменения. Эта поразительная стабильность позволяет современному читателю при наличии соответствующей подготовки понимать язык произведений, написанных множество столетий назад.
Современный литературный (стандартный) арабский язык, который является языком радио, телевидения и международных отношений, остаётся в своей основе классическим арабским языком с обновляемым по мере необходимости словарным запасом. Сами арабы не делают большой разницы между классическим и современным литературным языком, одинаково называя их «правильным арабским» (اَلْعَرَبِيَّةُ ٱلْفُصْحَى‎), в противовес «народному языку» (العامية‎, аль-’аммия), который существует в виде неисчислимого количества диалектов. Не существует также хронологической точки отсчёта, когда современный литературный пришёл на замену классическому арабскому языку. Обычно западные учёные называют «классическим» письменный язык, использовавшийся до середины XIX века, особенно это касается языка произведений, написанных до заката политической мощи арабов в XV веке.

## Фонология

### Согласные
Как и в современном литературном арабском языке, в классическом арабском имеются 28 согласных фонем1:
|                            |                            | Губные | Губно- зубные | Межзубные     | Зубно- альвеолярные | Палатальные | Велярные | Увулярные | Фарин- гальные | Ларин- гальные |     |  |  |                |          |     |      |  |     |
| -------------------------- | -------------------------- | ------ | ------------- | ------------- | ------------------- | ----------- | -------- | --------- | -------------- | -------------- | --- |  |  | -------------- | -------- | --- | ---- |  | --- |
| Взрывные (эмфатические)    | Взрывные (эмфатические)    | Губные | Губно- зубные | Межзубные     | Зубно- альвеолярные | Палатальные | Велярные | Увулярные | Фарин- гальные | Ларин- гальные | b ب |  |  | t ت, d د tˠ ط2 | ɟ / ɡʲ ج | k ك | q3 ق |  | ʔ ء |
| Фрикативные (эмфатические) | Фрикативные (эмфатические) |        | f ف           | θ ث, ð ذ ðˠ ظ | s4 س, z ز sˠ ص      | ɕ ش         |          | χ خ, ʁ غ  | ħ ح, ʕ ع       | h ه            |     |  |  |                |          |     |      |  |     |
| Носовые                    | Носовые                    | m م    |               |               | n ن                 |             |          |           |                |                |     |  |  |                |          |     |      |  |     |
| Боковые (эмфатические)     | Боковые (эмфатические)     |        |               |               | l5 ل ɮˠ ض           |             |          |           |                |                |     |  |  |                |          |     |      |  |     |
| Одноударные                | Одноударные                |        |               |               | r6 ر                |             |          |           |                |                |     |  |  |                |          |     |      |  |     |
| Полугласные                | Полугласные                |        |               |               |                     | j ي         | w و      |           |                |                |     |  |  |                |          |     |      |  |     |

Примечания:
↑ Классические арабские грамматики (Сибавейхи) включали в этот список алиф (aː), чтобы довести число фонем до 29.
↑ Сибавейхи описывал согласную ط как звонкий /dˠ/, но некоторые современные лингвисты ставят под сомнение это утверждение.
↑ Ибн Хальдун описывал произношение ق как звонкий велярный /g/ и это могло быть староарабским вариантом произношения этой буквы.
↑ Неэмфатический /s/ возможно действительно был [ʃ], сдвигаясь вперёд во рту до или одновременно c изменением палатальных.
↑ /l/ становится эмфатическим ([ɫ]) только в слове /aɫɫɑːh/ («Аллах»), за исключением ситуаций, когда ему предшествует /i/ или /iː/: /bismillaːhi/ («Во имя Аллаха»).
↑ /rˠ/ (веляризованный) произносится без веляризации до /i/: [r].

### Гласные
|          | Короткие | Короткие | Длинные | Длинные |
| Передние | Задние   | Передние | Задние  |         |
| -------- | -------- | -------- | ------- | ------- |
| Верхние  | i        | u        | iː      | uː      |
| Нижние   | a        | a        | aː      | aː      |

Примечания:
- [e] мог быть аллофоном краткого /a/ в некоторых ситуациях сдвига гласных (имала).
- В доклассическом арабском языке [eː] возникла в результате сокращения некоторых древнеарабских трифтонгов. /eː/ слился с /aː/ в позднем классическом арабском.
- [ɑ(ː)] мог быть аллофоном /a/ и /aː/ после увулярных и эмфатических согласных.